# Nekrolog 1961
Nekrolog
◄◄
| ◄
| 1957
| 1958
| 1959
| 1960
| 1961 | 1962 | 1963 | 1964 | 1965 | ► | ►►
1. Quartal |
2. Quartal |
3. Quartal |
4. Quartal 
Weitere Ereignisse | Allgemeiner Nekrolog 1961
Die Beschreibung der verstorbenen Person sollte so kurz wie möglich gehalten sein und nur deren signifikante Tätigkeit(en) enthalten.
Neue Namen ggf. auch unter dem Geburts- und Sterbedatum, also etwa unter 1. Januar und im Geburts- und Sterbejahr (2024) eintragen (nur bei entsprechender großer Wichtigkeit). Für Beispiele siehe die schon vorhandenen Artikel.
Außerdem über die fünf zuletzt Verstorbenen, zu denen es einen ausreichend guten Artikel für eine Präsentation auf der Hauptseite gibt, nach der todesbedingten Überarbeitung der Artikel ggf. auch unter Wikipedia Diskussion:Hauptseite informieren und sie am besten auch in den anderen Wikipedia-Sprachversionen eintragen. Tipp: Regelmäßig bei news.google.de nach „ist tot“, „gestorben“ oder „verstorben“ suchen.
Wenn eine Person gestorben ist, gibt es viele Seiten zu dieser Person in der Wikipedia, die davon auch betroffen sind und entsprechend aktualisiert werden müssen. Beispiele: Namenübersichtsseite, Geburtsjahr, Geburtsort-Seiten und viele mehr.
Wie finde ich die betroffenen Seiten?
Im Suchfeld auf der linken Seite gibt man den Suchbegriff so ein: „Vorname Nachname“. Dann klickt man auf Volltext und alle Seiten mit entsprechendem Suchtext werden aufgerufen. Hier sieht man dann schnell, wo auch das Todesjahr Sinn macht oder sogar ein Teil des Artikels angepasst werden muss. Auch hilft das „Werkzeug“ auf der linken Seite sehr gut, um solche Seiten aufzufinden: „Links auf diese Seite“. Somit ist die Wikipedia wieder aktuell in allen Bereichen! Hinweis: bei Eintragung der Kategorie „Gestorben JAHR“ wird der Missbrauchsfilter 49 ausgelöst, was jedoch nicht schlimm ist. Siehe: Spezial:Missbrauchsfilter/49
Dies ist eine Liste von im Jahr 1961 verstorbenen bekannten Persönlichkeiten. Die Einträge erfolgen innerhalb der einzelnen Daten alphabetisch sortiert. Tiere sind im Nekrolog für Tiere zu finden.
Die Liste ist nach Quartalen aufgeteilt:
- Nekrolog 1. Quartal 1961: Januar, Februar und März
- Nekrolog 2. Quartal 1961: April, Mai und Juni
- Nekrolog 3. Quartal 1961: Juli, August und September
- Nekrolog 4. Quartal 1961: Oktober, November und Dezember

## Datum unbekannt
| Gunnar Theilmann Åbel             | dänischer Organist und Kantor                                                            |  |
| Mustafa Ertuğrul Aker             | türkischer Offizier                                                                      |  |
| Jack Atherton                     | englischer Fußballspieler                                                                |  |
| Cuba Austin                       | US-amerikanischer Jazz-Schlagzeuger des Oldtime Jazz und Swing                           |  |
| Ervin Barker                      | US-amerikanischer Hochspringer                                                           |  |
| Jacques-André Boiffard            | französischer Arzt und Fotograf                                                          |  |
| Walther Bresges                   | deutscher Unternehmer der Textilindustrie                                                |  |
| Arnold Bruhn                      | deutscher Architekt                                                                      |  |
| Karl Brunke                       | deutscher Polizeibeamter                                                                 |  |
| Arne Busterud                     | norwegischer Skispringer                                                                 |  |
| Ralph Chaplin                     | US-amerikanischer Schriftsteller, Künstler, Musiker und Arbeitsaktivist (≈74)            |  |
| José Antônio Coelho Netto         | brasilianischer Generalmajor                                                             |  |
| Constantin Constantinescu-Claps   | rumänischer General                                                                      |  |
| Harry Cooper                      | US-amerikanischer Jazzmusiker                                                            |  |
| Laurent Deleglise                 | französischer Krimineller                                                                |  |
| Ferdinand Dewers                  | deutscher Botaniker und Geologe                                                          |  |
| William Morton Dey                | US-amerikanischer Romanist                                                               |  |
| Dong Yingjie                      | chinesischer Kampfsportler                                                               |  |
| Julien Duvocelle                  | französischer Portraitmaler                                                              |  |
| Mary Emily Eaton                  | britische Pflanzenmalerin                                                                |  |
| Paul Eiselt                       | deutscher Glaskünstler                                                                   |  |
| Behiç Erkin                       | türkischer Soldat, Minister und Diplomat, Judenretter                                    |  |
| Georgios Fotinos                  | griechischer Dermatologe und Hochschullehrer                                             |  |
| Emil Freymuth                     | deutscher Architekt                                                                      |  |
| Albert Friedrich                  | deutscher Ingenieur                                                                      |  |
| Samuel Furer                      | Schweizer Musiklehrer und Komponist                                                      |  |
| Otto Gerber                       | deutscher Kommunalpolitiker, Oberbürgermeister von Erfurt                                |  |
| Hans Gerriets                     | deutscher Unternehmer                                                                    |  |
| Camilla Gerzhofer                 | österreichische Schauspielerin bei Bühne und Film                                        |  |
| Jane de Glehn                     | US-amerikanische Porträtmalerin                                                          |  |
| Harry Aharon Goodman              | Politiker                                                                                |  |
| Ebenezer Grant                    | englischer Fußballspieler                                                                |  |
| Clarence Horton Greene            | US-amerikanischer Old-Time-Musiker                                                       |  |
| Otto Gründler                     | deutscher Journalist, Redakteur, Chefredakteur, Publizist und Schriftsteller             |  |
| Doris Gubbins                     | britische Tischtennisspielerin                                                           |  |
| Hilda Louise Hanbury              | britische Schauspielerin                                                                 |  |
| Max Hänger junior                 | deutscher Maler                                                                          |  |
| Joe R. Hanley                     | US-amerikanischer Rechtsanwalt und Politiker                                             |  |
| Rudolf Hause                      | deutscher Maler                                                                          |  |
| Reino Häyhänen                    | sowjetischer Agent                                                                       |  |
| Karl Heinl                        | deutscher Autor                                                                          |  |
| Oskar Leuer von Hinüber           | deutscher Jurist                                                                         |  |
| Joseph Holterdorf                 | deutscher Verleger und Chefredakteur                                                     |  |
| Pietro Ivanov                     | italienischer Ruderer                                                                    |  |
| Wilhelm Kapferer                  | Kaufmann und Gemeinderat in Mosbach                                                      |  |
| Kawaguchi Kiyotake                | japanischer General                                                                      |  |
| Carl Eugen Keel                   | Schweizer expressionistischer Holzschneider und Maler                                    |  |
| Masoud Keyhan                     | iranischer Militär und Kriegsminister Irans                                              |  |
| Karl Kilbom                       | schwedischer kommunistischer, später sozialdemokratischer Politiker                      |  |
| Paul Kiss                         | österreichischer Politiker (NSDAP), Landtagsabgeordneter                                 |  |
| Elsa Koditschek                   | österreichische Überlebende des Holocaust, Besitzerin eines bedeutenden Schiele-Gemäldes |  |
| Rudolf Kömstedt                   | deutscher Kunst- und Architekturhistoriker                                               |  |
| Leo Krell                         | deutscher Germanist und Lehrer                                                           |  |
| Robert Kuhn                       | Schweizer Politiker (FDP)                                                                |  |
| Josef Külheim                     | deutscher Autor und Heimatforscher                                                       |  |
| Arthur Levy                       | deutscher Rabbiner und Autor                                                             |  |
| Karl Linnebach                    | deutscher Militärhistoriker                                                              |  |
| Else von Löwis                    | deutsche Gutsherrin, NS-Frauenschaftführerin                                             |  |
| Henry Mark                        | US-amerikanischer Künstler                                                               |  |
| Fritz Märklin                     | deutscher Unternehmer                                                                    |  |
| Otto Matterstock                  | deutscher Generalleutnant des Heeres                                                     |  |
| Sanford A. Moeller                | US-amerikanischer Schlagzeuger, Musikpädagoge und Autor                                  |  |
| Hans von Mžik                     | österreichischer Orientalist und Geograph                                                |  |
| Israel Ber Neumann                | deutsch-US-amerikanischer Kunsthändler und Verleger                                      |  |
| Richard Neumann                   | österreichischer Unternehmer und Kunstsammler                                            |  |
| Ogawa Mimei                       | japanischer Schriftsteller                                                               |  |
| Georges Henri Pissarro            | französischer Maler des Impressionismus und des Neoimpressionismus                       |  |
| Fructuoso Pittaluga               | uruguayischer Politiker                                                                  |  |
| Hanns Rauscher                    | deutscher SA-Führer                                                                      |  |
| Herbert Reissmann                 | deutscher Architekt                                                                      |  |
| Atto Retti-Marsani                | italienischer Schauspieler, Regisseur und Drehbuchautor                                  |  |
| Gastão Paranhos do Rio Branco     | brasilianischer Diplomat                                                                 |  |
| Paul Robert                       | Schweizer Fechter                                                                        |  |
| Max Rossmann                      | deutscher Landschafts- und Architekturmaler                                              |  |
| Otto Schaechterle                 | deutscher Kaufmann                                                                       |  |
| Hermann Schilling                 | deutscher Bankier                                                                        |  |
| Manja Schochat                    | Zionistin                                                                                |  |
| Christian Schönamsgruber          | deutscher Graveur                                                                        |  |
| Doris von Schönthan               | deutsches Model, Werbetexterin, Journalistin und Fotografin                              |  |
| Carl Max Schultheiss              | deutsch-US-amerikanischer Grafiker                                                       |  |
| Munis Tekinalp                    | türkischer Nationalist                                                                   |  |
| Ernest Thompson                   | US-amerikanischer Old-Time-Musiker                                                       |  |
| Paul Trüdinger                    | Schweizer Architekt                                                                      |  |
| Jewgeni Jefimowitsch Tschertowski | sowjetischer Erfinder                                                                    |  |
| Alexandre Vlasov                  | russischer Reeder                                                                        |  |
| Wunibald Weber                    | deutscher Benediktiner und Historiker                                                    |  |
| Maurice de Wée                    | belgischer Degenfechter                                                                  |  |
| Karl von Wiegand                  | US-amerikanischer Journalist und Kriegsberichterstatter                                  |  |
| Ben-Zion Wittler                  | österreichisch-US-amerikanischer Schauspieler, Sänger und Komponist                      |  |
| Hans Zimmermann                   | deutscher Maler                                                                          |  |
| Kurt Zimmermann                   | deutscher Bildhauer                                                                      |  |